# Michael Constantine
Michael Constantine (nacido Gus Efstratiou (Ευστρατίου); 22 de mayo de 1927 - 31 de agosto de 2021) fue un actor estadounidense. Es más reconocido por su interpretación de Kostas "Gus" Portokalos, el padre griego de Toula Portokalos Nia Vardalos), que porta una botella de Windex, en la película Mi gran boda griega (2002). Anteriormente, obtuvo elogios por su trabajo en televisión, especialmente como el sufrido director de la escuela secundaria, Seymour Kaufman, en la comedia dramática de ABC Room 222, por la que ganó el premio Primetime Emmy al mejor actor de reparto en una serie de comedia en 1970; nuevamente fue reconocido por los premios Emmy, así como por los premios Globo de Oro, al año siguiente. Después de la conclusión de Room 222, Constantine interpretó al magistrado del tribunal nocturno Matthew J. Sirota en la comedia de situación de 1976 Sirota's Court, recibiendo su segunda nominación al Globo de Oro. Constantine repitió su papel de Gus Portokalos en Mi gran boda griega 2 (2016).

## Primeros años
Constantine nació como Gus Efstratiou en Reading, Pensilvania. Era hijo de Andrómaca (de soltera Fotiadou) y Theocharis Ioannides Efstratiou (un trabajador siderúrgico), ambos inmigrantes de Grecia.

## Carrera
Comenzó su carrera en los escenarios de Nueva York a mediados de la década de 1950 como suplente de Paul Muni en Inherit the Wind.
Estudió actuación con mentores tan destacados como Howard Da Silva e interpretó papeles de personajes dentro y fuera de Broadway cuando tenía veintitantos años, complementando sus ingresos como vigilante nocturno y pregonero en una galería de tiro. En 1959 apareció en su primera película,The Last Mile (1959). Tuvo un pequeño pero memorable papel secundario en The Hustler (1961). En 1964 y 1965, Constantine apareció en Perry Mason, primero como el aspirante a detective privado Dillard en "The Case of the Blonde Bonanza", y luego como Pappy Ryan en "The Case of the Runaway Racer". En 1965, Constantine fue elegido como el histórico John Chisum en el episodio "Paid in Full", de la serie de antología televisiva sindicada Death Valley Days. También apareció en otro episodio de 1965 de Death Valley Days, "The Great Turkey War". En 1967, apareció en la primera parte de "The Judgment", la conclusión de dos episodios de El fugitivo, protagonizada por David Janssen. Constantine interpretó a un sufrido agente contra el crimen organizado en la película de Walt Disney The North Avenue Irregulars (1979), donde apareció junto a Edward Herrmann y Cloris Leachman. También interpretó a un mafioso del crimen organizado que trabajaba para Frank Nitti en la versión televisiva de Los Intocables. En 1988 interpretó al padre distanciado de uno de los personajes principales de Friday the 13th: The serie.
Interpretó a Papá Noel en Prancer (1989). En 1993, Constantine apareció en el drama independiente Question of Faith, protagonizado por Anne Archer y Sam Neill. Interpretó a Tadzu Lempke en Thinner (1996) de Stephen King. En 2002, disfrutó de un regreso inesperado como Gus Portokalos, portador de Windex, en la exitosa película My Big Fat Greek Wedding, un papel que repitió en la corta serie de televisión My Big Fat Greek Life, y una secuela con el elenco original, Mi gran boda griega 2, que se estrenó el 25 de marzo de 2016.

## Vida personal
El 5 de octubre de 1953, Constantine se casó con la actriz Julianna McCarthy, a quien conoció mientras formaba parte del elenco de Inherit the Wind. Tuvieron dos hijos, Thea Eileen y Brendan Neil. El matrimonio terminó en divorcio en 1969, el mismo año en que Constantine comenzó su papel en Room 222. Más tarde se casó con Kathleen Christopher en 1974, aunque también se divorciaron en 1980.

## Muerte
Constantine murió en su casa de Reading, Pensilvania, el 31 de agosto de 2021, a los 94 años, por causas naturales. Mi gran boda griega 3 estuvo dedicada a su memoria.

## Filmografía

### Películas
| Año  | Título                            | Papel                  |
| ---- | --------------------------------- | ---------------------- |
| 1959 | The Last Mile                     | Ed Warner, Convict     |
| 1961 | The Hustler                       | 'Big John'             |
| 1963 | Island of Love                    | Andy                   |
| 1964 | Quick, Before It Melts            | Mikhail Drozhensky     |
| 1966 | Hawái                             | Mason                  |
| 1966 | Beau Geste                        | Rostov                 |
| 1968 | Skidoo                            | 'Leech'                |
| 1968 | In Enemy Country                  | Ladislov               |
| 1969 | Justine                           | Memlik Pasha           |
| 1969 | Si hoy es martes, esto es Bélgica | Jack Harmon            |
| 1969 | Don't Drink the Water             | Comisario Krojack      |
| 1969 | Los rateros                       | Sr. Binford            |
| 1976 | Voyage of the Damned              | Luis Clasing           |
| 1976 | Peeper                            | Anglich                |
| 1979 | The North Avenue Irregulars       | Marvin 'Marv' Fogleman |
| 1983 | The Forty Days of Musa Dagh       | Talat Bajá             |
| 1985 | Pray for Death                    | Newman                 |
| 1987 | In the Mood                       | Sr. Wisecarver         |
| 1989 | Prancer                           | Sr. Stewart            |
| 1991 | By a Thread                       | Desconocido            |
| 1993 | Question of Faith                 | Desconocido            |
| 1993 | My Life                           | Bill Ivanovich         |
| 1993 | Deadfall                          | Frank                  |
| 1996 | The Juror                         | Juez Weitzel           |
| 1996 | Thinner                           | Tadzu Lempke           |
| 2002 | My Big Fat Greek Wedding          | Gus Portokalos         |
| 2016 | Mi gran boda griega 2             | Gus Portokalos         |

### Televisión
- Brenner (1 episodio, 1959)
- Target: The Corruptors! (1 episodio), 1961
- Los Intocables (5 episodios, 1961–1963)
- The Lloyd Bridges Show (2 episodios, 1962–1963)
- The Eleventh Hour como Dr. Jamison en el episodio "And God Created Vanity" (1963)
- The Dakotas como Marshak en "Trouble at French Creek" (1963)
- Channing (1 episodio, 1963) como Nick en "No Wild Games for Sophie" (1963)
- Gunsmoke (2 episodios, 1963–1968)
- The Twilight Zone (1 episodio, 1964) como Sheriff Koch en "I Am the Night Color Me Black"
- Slattery's People (1964) 1 episodio como Hungerford en "Remember The Dark Sins of Youth?"
- Perry Mason (2 episodios, 1964–1965)
- The Outer Limits (episodio 46 "Counterweight", 1964)
- Mi marciano favorito (serie de televisión) (2 episodios, 1965–1966)
- Profiles en Courage (2 episodios, 1964)
- El virginiano (1 episodio, 1965)
- Voyage to the Bottom of the Sea – The Indestructible Man (1 episodio 1965)
- El fugitivo (3 episodios, 1965–1967) (Ernie Svoboda, Ben Wyckoff, Arthur Art Howe)
- I Spy (2 episodios, 1966)
- 12 O'Clock High (1 episodio, 1966)
- The Road West en el episodio "To Light a Candle" (serie, 1966)
- The Dick Van Dyke Show (1 episodio, 1966)
- The Jean Arthur Show (2 episodios como Carnella, 1966)
- Los héroes de Hogan (1 episodio, 1966) como Heinrich -episodio- "It Takes a Thief...Sometimes"
- Hey Landlord (serie, 1966–1967)
- Combat! (como Jacques Patron, episodio "Entombed", 1967)
- Dundee and the Culhane (1 episodio, 1967 serie)
- The Invaders (1 episodio, 1968)
- The Flying Nun (como Juan, episodio "Sister Lucky", 1968)
- Misión imposible (1 episodio, 1969) (Nikor Janos)
- Room 222 – Seymour Kaufman (1969–1974)
- Bonanza
- La extraña pareja (serie, 1970–1975)
- Mary Tyler Moore (1 episodio, 1971)
- Night Gallery (1970-1973) 1 episodio "The Boy Who Predicted Earthquakes".
- The Streets of San Francisco – Al Davies – en el episodio "A Wrongful Death" (serie, 1973)
- Kojak (1 episodio, 1974)
- The Krofft Supershow: Electra Woman and Dyna Girl (4 episodios, 1976) como The Sorcerer
- Sirota's Court (13 episodios, 1976–1977)
- 79 Park Avenue (miniserie, 1977)
- Roots: The Next Generations (miniserie, 1979)
- Quincy, M.E. (4 episodios) (1979 Season 4 episodios 14 & 15 "Walk Softly Through the Night" Parts 1 and 2) (1981 Dr Arthur Clotti – en season 6, episodio 14 "Seldom Silent, Never Heard") ( 1983 Season 8 episodio 3 "Give Me Your Weak")
- Fantasy Island (1 episodio, 1980)
- Benson 1982 season 4 episodios 1 & 2 como Marvin Musker
- The Love Boat (2 episodios, 1983)
- Amanda's (1 episodio, 1983)
- Mama's Family (1 episodio, 1983)
- Profesión Peligro (1 episodio, 1983)
- Remington Steele (3 episodios, 1984–1986)
- Simon & Simon (3 episodios, 1984–1988)
- Highway to Heaven (1 episodio, 1985)
- Airwolf (1 episodio, 1985)
- MacGyver (2 episodios, 1985–1987) – Inspector Jan Messic
- Murder, She Wrote (2 episodios, 1985–1988)
- Magnum, P.I. (1 episodio, 1986)
- Friday the 13th: The serie ("Pipe Dream" 1988)
- Probe ("Plan 10 From Outer Space", 1988)
- Law & Order (2 episodios, 1992–1994)
- Cosby (1 episodio, 1997)
- My Big Fat Greek Life (7 episodios, 2003)
- Cold Case (1 episodio, 2007)